# 寧夏巡撫
寧夏巡撫，明朝稱巡撫寧夏地方贊理軍務，為明朝中后期到清朝初期一個巡撫職位。

## 沿革
- 正統元年，自陝西巡撫中分離，轄區包括寧夏。
- 天順元年罷免。
- 天順二年，恢復建制，直至明末[1]。
- 清朝順治二年，設立寧夏巡撫，焦安民（1645年—1646年在任）、张尚（1646年在任）、胡全才（1646年—1648年在任）、李鑑（1648年—1651年在任）、孙茂兰（1652年—1654年在任）、黄图安（1654年—1659年在任）、刘秉政（1659年—1665年在任）擔任，康熙四年裁撤。